# Saúl Callejas
Humberto Saúl Callejas Oropeza (15 de febrero de 1967, Colquiri, departamento de La Paz) es un charanguista, cantante y compositor boliviano. A lo largo de su carrera, ha sido parte de agrupaciones como Jach'a Mallku, Wara y Inti Bolivia, además de tener una trayectoria como solista. 

## Biografía
Callejas nació en el centro minero de Colquiri, en la provincia Inquisivi del departamento de La Paz. Su padre era músico aficionado y tocaba varios instrumentos, influencia que lo llevó a desarrollar una afinidad por la música boliviana, en especial por el charango.
Durante su juventud, su familia se trasladó a La Paz, donde Callejas continuó su formación musical. A los 17 años aprendió a tocar el charango, el cual se convertiría en su instrumento principal. En la década de 1980 fundó junto a otros músicos el grupo Indoamérica, que luego cambiaría su nombre a Inti Bolivia. Poco después se unió a la agrupación Jach'a Mallku, con quienes grabó su primer álbum, Yotaleña, en 1988.

## Carrera musical
Callejas ha combinado su carrera en Bolivia con giras internacionales. En 1990, participó en el Festival de Cosquín en Argentina, consolidando su presencia en el panorama musical latinoamericano. Además de su trabajo en agrupaciones, en 2001 lanzó su primer álbum como solista, titulado Mis Ansias. 
Callejas ha ofrecido conciertos en países como Japón, Inglaterra y Chile, en los que ha fusionado ritmos como el huayño, la cueca y la morenada con armonías contemporáneas. También ha incursionado en la enseñanza, fundando su propia escuela de charango, donde forma a jóvenes músicos tanto en Bolivia como en el extranjero.

## Estilo e influencias
El estilo de Callejas está influenciado por músicos como William Ernesto Centellas y por agrupaciones como Los Kjarkas. A lo largo de su carrera, ha experimentado con diversos géneros, desde la música andina hasta el jazz. Uno de los ritmos que más ha explorado es la puna, originaria del Lago Titicaca, el cual ha logrado integrar en composiciones contemporáneas

## Discografía destacada
- Yotaleña (1988) - con Jach'a Mallku
- Mis Ansias (2001) - Solista
- El niño de la puna (2015) - con Punto Nazca

## Premios y reconocimientos
A lo largo de su carrera, Callejas ha recibido varios reconocimientos por su contribución a la música boliviana, incluyendo discos de oro y premios en festivales internacionales.También ha sido jurado del Festival de la Canción Boliviana, junto a otros músicos como Willy Claure o Yuri Ortuño.  